# Pierre-Octave Ferroud
Pierre-Octave Ferroud, (Chasselay, Roine, 6 de gener de 1900 - Debrecen, Hongria, 17 d'agost de 1936) fou un compositor musical francès.
Després d'estudiar en la Universitat de Lió, començà els estudis musicals sota la direcció de la seva mare i després amb l'organista Édouard Commette. Estudià contrapunt amb Guy Ropartz a Estrasburg, i continuà després amb Georges Martin Witkowsky i amb Florent Schmitt, que fou el seu mestre verdader.
A partir del 1923 va residir a París, on practicà la crítica musical. Va morir a Debrecen, Hongria, en accident d'automòbil.

## Obres
- Foules, per a orquestra.
- Serenade, per a orquestra.
- Tres peces per a flauta,
- Una sonata per a violíi piano.
- Una sonata per a violoncel i piano.
- Un trio per a instruments de vent.
- Un Quartet de vent.
- Un Quartet de corda.

## Cicles de cançons
- Le Porcher ballet.
- Le Cleptomene, ballet.
- La Jeunnesse, ballet.
- Chirurgie, comèdia musical basada en la comèdia d'Anton Txékhov.
- A contra coeur, cançó.
- Cinc poemes de Toulet, cançó.
- Una Serenata a quatre mans, per a piano, i diverses produccions de música de cambra.

Jirák, li dirigí a Praga la seva Simfonia en la.